# Estnische Badminton-Mannschaftsmeisterschaft
Estnische Badminton-Mannschaftsmeisterschaften wurden bisher nur 1996 ausgetragen. Es fanden dabei zwei separate Titelkämpfe für Damen- und Herrenmannschaften statt.

## Die Titelträger
| Saison | Herrenteam         | Damenteam              |
| ------ | ------------------ | ---------------------- |
| 1996   | Tartu Vanalinna SK | Tallinna Lastestaadion |